# Equipotencia
En matemáticas, dos conjuntos A y B son equipotentes o equinumerosos si existe una biyección entre ellos, es decir, si existe una función de A en B tal que para cada elemento y de B, existe exactamente un elemento x de A tal que f(x)=y. Los conjuntos equipotentes tienen el mismo cardinal (número de elementos). El estudio de la cardinalidad suele denominarse equipotencia de conjuntos o equinumerosidad.
La expresión A y B son conjuntos equipotentes se denota:
{\displaystyle A\approx B} o {\displaystyle A\thicksim B}, o {\displaystyle \left\vert A\right\vert =\left\vert B\right\vert }.
La definición como biyección de equipotencia puede aplicarse para conjuntos tanto finitos como infinitos y permite determinar si dos conjuntos son del mismo tamaño incluso si son infinitos. Georg Cantor, el fundador de la teoría de conjuntos, demostró en 1874 que existen más de un tipo de infinito, concretamente que la colección de los números naturales y la colección de los números reales, a pesar de ser ambos infinitos, no son equipotentes (véase el primer artículo de Georg Cantor sobre teoría de números). En un controvertido escrito de 1878, Cantor define el término de "potencia" de un conjunto para usarlo y probar que los conjuntos de los números racionales y los números naturales son equipotentes (un ejemplo de que un subconjunto propio de un conjunto infinito es equipotente al conjunto original), y que el producto cartesiano de un número infinito numerable de copias de los números reales es equipotente a una sola copia de los números reales.
El Teorema de Cantor de 1891 establece que ningún conjunto es equinumeroso a su conjunto potencia (conjunto de todos sus subconjuntos). Esto permite definir infinitos cada vez mayores comenzando por un solo conjunto infinito.
Si se mantiene el axioma de elección, entonces el número cardinal de un conjunto puede considerarse como el menor número ordinal de esa cardinalidad (véase ordinal inicial). De otro modo, puede considerarse (por la prueba de Dana Scott) como un conjunto de grado mínimo con ese cardinal.
La proposición "dos conjuntos son o bien equipotentes, o bien uno tiene menor cardinal que el otro" es equivalente al axioma de elección.

## Cardinalidad
Los conjuntos equipotentes tienen el mismo cardinal. La cardinalidad de un conjunto X es la medida del "número de elementos del conjunto".
Un intento de definir la cardinalidad de un conjunto como una clase de equivalencia de todos los conjuntos equipotentes a este es problemático en la teoría de conjuntos de Zermelo-Fraenkel, la forma estándar de la teoría axiomática de conjuntos, debido a que la clase de equivalencia de cualquier conjunto no vacío sería demasiado grande para ser un conjunto: sería una clase propia. En el borrador de la teoría de conjuntos de Zermelo-Fraenkel, las relaciones están por definición restringidas a los conjuntos (una relación binaria en un conjunto A es el subconjunto del producto cartesiano {\displaystyle A\times A}) y por tanto no existe el concepto de conjunto de todos los conjuntos en la teoría de conjuntos de Zermelo-Fraenkel. En lugar de definir la cardinalidad de un conjunto como la clase de equivalencia de todos sus conjuntos equipotentes a él, se intenta asignar un conjunto representativo de cada clase de equivalencia (asignación cardinal). En otros sistemas de la teoría axiomática de conjuntos, p. ej. la teoría de conjuntos de Von-Neumann-Bernays-Gödel y la teoría de conjuntos de Morse-Kelley, las relaciones se extienden a las clases.
Si existe una biyección entre los conjuntos A y B, se dice que son equipotentes y tienen el mismo cardinal, hecho que se denota por {\displaystyle \left\vert A\right\vert =\left\vert B\right\vert }.
Si existe una inyección entre los conjuntos A y B, entonces el cardinal de A es menor o igual al cardinal de B, {\displaystyle \left\vert A\right\vert \leq \left\vert B\right\vert }. Si en este caso los cardinales de A y B son distintos, entonces se dice que el cardinal de A es menor que el cardinal de B, y se denota {\displaystyle \left\vert A\right\vert <\left\vert B\right\vert }. Si se mantiene el axioma de elección, entonces la ley de tricotomía se aplica a los números cardinales, por lo que dos conjuntos o bien son equipotentes, o uno es estrictamente menor que el otro.La ley de tricotomía para los números cardinales también implica el axioma de elección.
El teorema de Schröder–Bernstein establece que dos conjuntos A y B para los que existen dos funciones inyectivas {\displaystyle f:A\rightarrow B}y {\displaystyle f:B\rightarrow A}son equipotentes: si {\displaystyle \left\vert A\right\vert \leq \left\vert B\right\vert }y {\displaystyle \left\vert B\right\vert \leq \left\vert A\right\vert }, entonces {\displaystyle \left\vert A\right\vert =\left\vert B\right\vert }. Este teorema no depende del axioma de elección.

## Relación de equivalencia
La Equipotencia tiene las propiedades características de una relación de equivalencia (reflexividad, simetría y transitividad):

#### Reflexividad
Dado un conjunto A, la función identidad en A es una biyección de A en sí mismo, por lo tanto todos los conjuntos son equipotentes consigo mismo: {\displaystyle A\sim A}.

#### Simetría
Para cada biyección entre dos conjuntos A y B existe una función inversa que es una biyección entre B y A, por lo que, si A es equipotente con B, entonces B es equipotente con A: {\displaystyle A\sim B\Rightarrow B\sim A}

#### Transitividad
Dados tres conjuntos A, B y C con dos biyecciones {\displaystyle f:A\rightarrow B} y {\displaystyle g:B\rightarrow C}, la composición {\displaystyle g\circ f}es una biyección de A en C, por lo que, si A y B son equipotentes y B y C son equipotentes, entonces A y C también lo son: {\displaystyle A\sim B\land B\sim C\rightarrow A\sim C}.

## Teorema de Cantor
El Teorema de Cantor de 1891 establece que ningún conjunto es equipotente a su conjunto potencia (conjunto de todos sus subconjuntos). Concretamente, el conjunto potencia de un conjunto infinito numerable es un conjunto no numerable.
Esto permite definir infinitos cada vez mayores comenzando por un solo conjunto infinito. Por ejemplo, dado el conjunto infinito N de los números naturales, podemos definir una secuencia N, P(N), P(P(N)), P(P(P(N))), ... de conjuntos infinitos donde cada conjunto es el conjunto potencia del conjunto que le precede. Según el teorema de Cantor, el cardinal de cada conjunto en esta secuencia es estrictamente mayor que el del conjunto anterior, dando como resultado conjuntos infinitos cada vez mayores.
El trabajo de Cantor fue duramente criticado por sus contemporáneos , p. ej. Leopold Kronecker, quién se adhirió fuertemente a la filosofía de las matemáticas finitista y rechazó la idea de que los números pudieran formar una totalidad completa propiamente dicha (un infinito actual). Sin embargo, las ideas de Cantor fueron defendidas por otros, p. ej. Richard Dedekind, y finalmente fueron ampliamente reconocidas, fuertemente respaldadas por David Hilbert. Véase la controversia sobre la teoría de Cantor.
En el borrador de la teoría de conjuntos de Zermelo-Fraenkel, el axioma del conjunto potencia garantiza la existencia de un conjunto potencia para cualquier conjunto dado. Además, el axioma del infinito garantiza la existencia de al menos un conjunto infinito, concretamente el conjunto que contiene a los números naturales. Existen teorías alternativas de conjuntos, p. ej., la teoría general de conjuntos, la teoría de conjuntos de Kripke–Platek, y la teoría de conjuntos de bolsillo, que omiten deliberadamente el axioma del conjunto potencia y el axioma del infinito y no permiten la definición de jerarquía de infinitos propuesta por Cantor.
Los cardinales correspondientes a los conjuntos N, P(N), P(P(N)), P(P(P(N))), ... son los números de Beth {\displaystyle \beth _{0}}, {\displaystyle \beth _{1}}, {\displaystyle \beth _{2}}, {\displaystyle \beth _{3}}, ..., siendo {\displaystyle \beth _{0}=\aleph _{0}} (álef 0), el cardinal de un conjunto infinito numerable y {\displaystyle \beth _{1}={\mathfrak {c}}}, el cardinal del continuo.

## Conjuntos infinito-Dedekind
En ocasiones, un conjunto es equipotente a algunos de sus subconjuntos propios, p. ej. el conjunto de los números naturales es equipotente al de los números naturales pares. Un conjunto así se denomina un conjunto infinito-Dedekind.
El axioma de elección numerable (ACω), una variante débil del axioma de elección (AC), es necesario para demostrar que un conjunto que no es infinito-Dedekind es realmente finito. Los axiomas de la teoría de conjuntos de Zermelo-Fraenkel sin el axioma de elección (ZF) no son suficientes para probar que todo conjunto infinito es infinito-Dedekind, pero los axiomas de la teoría de conjuntos de Zermelo-Fraenkel con el axioma de elección numerable (ZF + ACω) sí que son suficientes. Otras definiciones de finito e infinito no requieren del axioma de elección para ello.

## Operaciones entre conjuntos
La Equipotencia es compatible con las operaciones básicas entre conjuntos de forma que podemos definir la aritmética de cardinales. Concretamente, es compatible con las uniones disjuntas: dados cuatro conjuntos A, B, C y D con A y C por un lado, y B y D por otro, disjuntos dos a dos con {\displaystyle A\sim B} y {\displaystyle C\sim D}, entonces {\displaystyle A\cup C\sim B\cup D}. Esto es útil para demostrar la definición de suma cardinal.
Además, la equipotencia es compatible con el producto cartesiano:
- Si {\displaystyle A\sim B} y {\displaystyle C\sim D}, entonces {\displaystyle A\times C\sim B\times D}.
- {\displaystyle A\times B\sim B\times A}
- {\displaystyle (A\times B)\times C\sim A\times (B\times C)}

Estas propiedades son útiles para justificar la multiplicación cardinal.
Exponenciación:
- Si {\displaystyle A\sim B} y {\displaystyle C\sim D}, entonces {\displaystyle A^{C}\sim B^{D}}({\displaystyle X^{Y}}denota el conjunto de las funciones desde Y hasta X).
- {\displaystyle A^{B\cup C}\sim A^{B}\times A^{C}}para B y C disjuntos.
- {\displaystyle (A\times B)^{C}\sim A^{C}\times B^{C}}
- {\displaystyle (A^{B})^{C}\sim A^{B\times C}}

Estas propiedades son útiles en la justificación de la exponenciación cardinal.
Además, el conjunto potencia de un conjunto A (el conjunto de los subconjuntos de A) es equipotente al conjunto {\displaystyle 2^{A}}, el conjunto de todas las funciones del conjunto A a un conjunto que contiene exactamente dos elementos.

## Definición categórica
En categoría de conjuntos, la categoría de todos los conjuntos con funciones como morfismos, un isomorfismo entre dos conjuntos is precisamente una biyección, y dos conjuntos son equipotentes si son isomorfos en esta categoría.

## Sobre el término de Equinumerosidad
Fuera del ámbito de los conjuntos, el término Equinumerosidad fue empleado por Frege para definir relaciones entre conceptos. Su definición es:
"La expresión 'el concepto F es equinumeroso con el concepto G' significa lo mismo que la expresión 'hay una relación Φ que coordina biunívocamente los objetos que caen bajo el concepto F con los objetos que caen bajo el concepto G'."
Dado un concepto cualquiera F, los objetos que caen bajo F forman un colectivo, que Frege denomina 'extensión de F'. La relación Φ al ser biunívoca, solo asocia elementos de un conjunto con uno solo de los elementos de otro conjunto, y cada elemento de este último con uno solo de los elementos del primero, es decir una biyección. Por lo tanto, la definición de Fregue para la equinumerosidad entre conceptos quedaría como una biyección de la extensión de un concepto F en la extensión de otro concepto G. Esta definición es la que se utiliza ahora en la teoría de conjuntos.